# Marco Vecellio

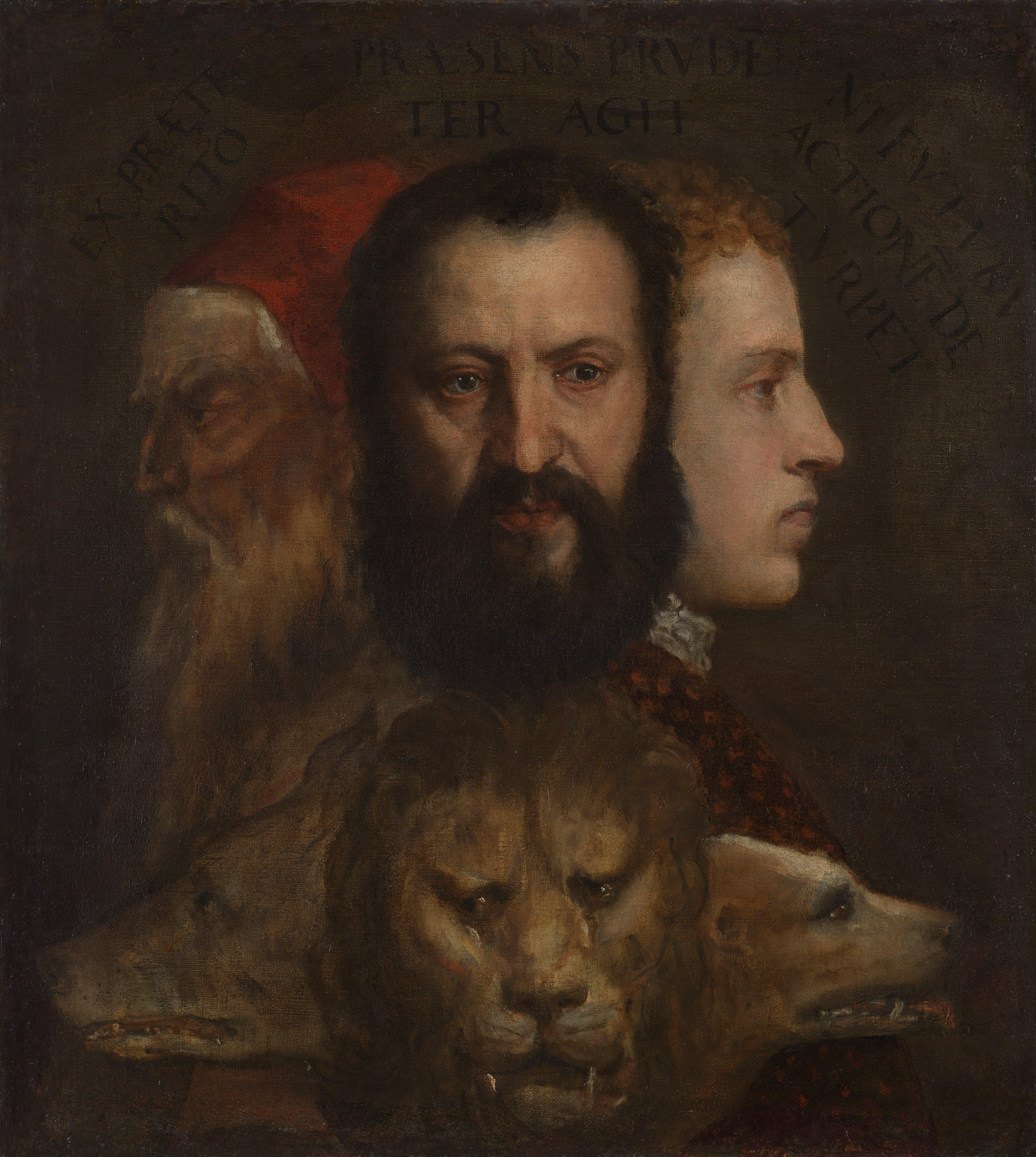
Allegorie der Zeit und Klugheit; links: Tizian, Mitte: Orazio Vecellio, rechts: Marco Vecellio, zwischen 1550 und 1565, National Gallery, London

Marco Vecellio (* 1545 in Pieve di Cadore; † 1611 in Venedig) war ein italienischer Maler der Renaissance.

## Leben
Vecelli war der Sohn eines Toma Tito. Er siedelte nach Venedig über, wo er von seinem Onkel, dem Maler Tiziano Vecellio ausgebildet wurde. Später begleitete er ihn auf seinen Reisen nach Rom und Deutschland. Er war Tizians Lieblingsschüler und kam dessen Stil so nah wie kein anderes Familienmitglied. Vecellio starb im Alter von 66 Jahren und wurde in Santa Marina beigesetzt.
Von ihm sind einige bemerkenswerte Gemälde im venezianischen Dogenpalast erhalten. Darunter befindet sich auch eine Mythologie im Großen Ratsaal und das Bild des Dogen Leonardo Donato vor der Mutter Gottes mit dem Christuskind, sowie das Treffen Karls V. mit Papst Clemens VII., 1529. Auch malte er für Kirchen in Venedig, Trevigi und im Friaul. Einige wichtige Werke schuf er auch für die Kirche San Zanipolo in Venedig. In San Giacomo di Rialto in Venedig befindet sich eine Mariä Verkündigung. Ebenso gibt es im Palazzo Comunale von Tizians Heimatort Pieve di Cadore Werke von ihm.

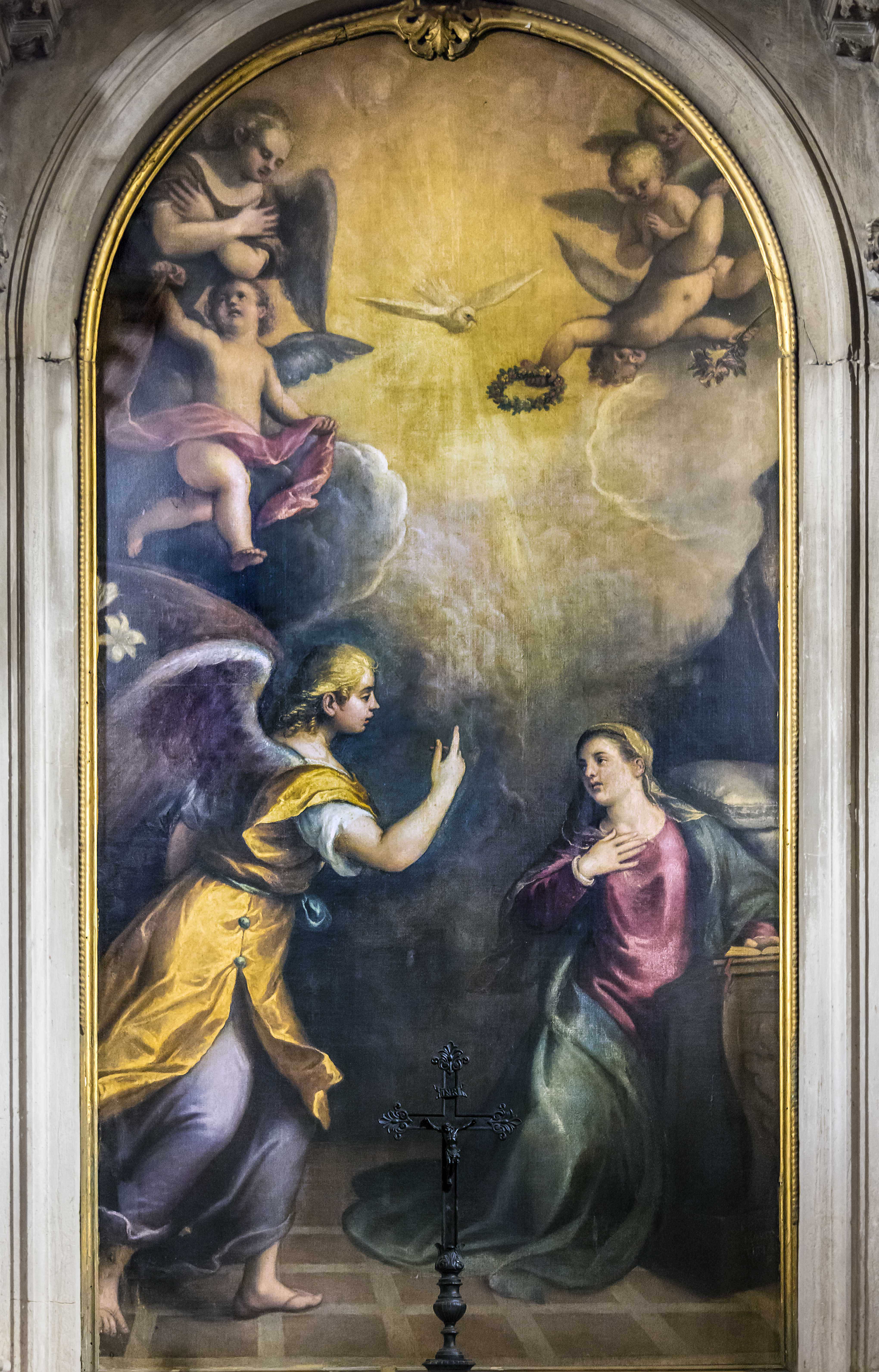
Mariä Verkündigung, San Giacomo di Rialto, Venedig

Er war der Vater des nach seinem Onkel benannten Malers Tizianello (um 1570–um 1650).